# Veszprémi Érseki Főiskola
A Veszprémi Érseki Főiskola (rövidítve: VÉF) egyike Magyarország nagy múltú egyházi felsőoktatási intézményeinek. Hittanári, lelkipásztori és szociális munkás képzést nyújt. 2021 óta működik ezen a néven, előtte 1991-től Veszprémi Érseki Hittudományi Főiskola néven működött.

## Székhelye
8200 Veszprém, Jutasi út 18/2.

## Története
A Főiskola jogelődjét, a Papnevelő Intézet 1711. október 26-án Volkra Ottó János veszprémi püspök alapította. Ideiglenesen a piaristák „rezidenciájában” helyezte el a teológusokat. A püspök halála után, 1721-et követő negyedszázados szünet után, 1745-ben Padányi Biró Márton állította vissza a szemináriumot, a Volkra alapítvány felhasználásával. A világháborúk alatti kisebb megszakításokat leszámítva, a papképzés 1745-től 1952-ig zavartalanul folyt Veszprémben. 1952. márciusában a kormányzat elrendelte a szeminárium megszüntetését. Több tanárt internáltak illetve bebörtönöztek. A korábbi veszprémi szeminaristák az ország különböző városaiba (Budapest, Eger, Esztergom, Szeged és Győr) kerültek.
A kényszerszünet után 1991-ben Szendi József veszprémi megyéspüspök 1991-ben újraalapította a Veszprémi Hittudományi Főiskolát, teológia és hittanári szakkal. 1991-től 1994-ig a Hittudományi Főiskolának – épület hiányában – a Veszprémi Egyetem adott helyet és segítette annak működését. 1994-ben a Hittudományi Főiskola – kárpótlásként a régi szeminárium épületéért – megkapta a volt MSZMP tulajdonát képező Marxizmus-leninizmus Továbbképző Intézet épületét, valamint a Kormány és Párt Vendégházat, a hozzá tartozó erdős ligetes területtel együtt. Ekkor indult újra a főiskolán a papképzés. A főiskolán 1995-től szociális munkás képzés is folyik.
A 2018-2019-es tanév őszi félévében 168 hallgatója volt.
2021-től Veszprémi Érseki Főiskola néven működik tovább az intézmény. Ennek oka, hogy jelentősen bővült az intézmény képzési profilja, és immár nem kizárólag hittudományi képzések folynak a főiskolán.

## Képzések
Alapszak:
- csecsemő- és kisgyermeknevelő (nappali és levelező)
- szociális munka (levelező)
- szociálpedagógia (nappali)

Osztatlan képzések:
- osztatlan tanári [10 félév [hittanár-nevelőtanár]] (nappali és levelező)
- osztatlan tanári [10 félév [hittanár-nevelőtanár; angol nyelv és kultúra tanára]] (nappali)
- osztatlan tanári [10 félév [hittanár-nevelőtanár; informatikatanár (digitális kultúra tanára)]] (nappali)
- osztatlan tanári [10 félév [hittanár-nevelőtanár; magyar nyelv és irodalom szakos tanár]] (nappali)
- osztatlan tanári [10 félév [hittanár-nevelőtanár; német nyelv és kultúra tanára]] (nappali)

Mesterszakok:
- szociális munka (levelező)
- tanári [2 félév [hittanár-nevelőtanár]] (levelező)
- tanári [4 félév [hittanár-nevelőtanár]] (levelező)

## Szakkönyvtára
A Veszprémi Érseki Főiskola szakkönyvtárának fő célja a főiskolán folyó oktató- és kutatómunka könyvtári hátterének biztosítása. Főként a teológia és a társadalomtudományok (szociális munka, szociológia) témakörében megjelent hazai és külföldi szakirodalmat gyűjti A könyvtár állománya kb. 25 000 dokumentum és folyóirat. A könyvtár, Corvina Integrált Könyvtári Rendszert használ 2006 óta.